# 石川忠
石川 忠（いしかわ ちゅう、男性、1966年（昭和41年） - 2017年（平成29年）12月21日）は、日本の作曲家、マニピュレーター、メタル・パーカッショニスト。
塚本晋也、三池崇史の映画作品の映画音楽を担当したことで知られている。日本初のインダストリアルバンドとされるZEITLICH VERGELTERや、自身のバンド、Der Eisenrostなど、日本におけるインダストリアル・ミュージックの草分け的存在である。

## 経歴
1966年、神奈川県出身。15歳でシンセサイザーに触れ、18歳にして音楽活動を始める。CHU名義でZEITLICH VERGELTERのマニピュレーター、ベースで参加。同バンドが1986年に解散した後はソロのパーカッショニストで活動し、88年に『鉄男』の音楽を担当したことで国内外から高い評価を受けた。以降、2015年の『野火』まで塚本作品のほとんどで音楽を担当している。99年の『双生児』で翌2000年のシッチェス・カタロニア国際映画祭音楽賞を受賞。また、96年には『極道戦国志 不動』など、三池作品でも音楽を担当している。
音楽活動では、93年に自身のインダストリアル・バンド、Der Eisenrostを結成している。
かねてより闘病を続け、2017年12月21日に死去したことが『野火』公式Facebookアカウントにて発表された。
2018年に公開の塚本晋也の映画『斬、』も石川が音楽を担当する予定だったが、完成前に亡くなってしまい、石川の死を受け入れられずにいた塚本が石川が作った音楽を編集して完成させた。ワールドプレミアとなった第75回ヴェネツィア国際映画祭のプレス試写会でエンドロールに石川の名前が出たときには、観客から歓声が上がったという。

## 作品

### 塚本晋也監督作品
- 鉄男（1989年）
- 鉄男II BODY HAMMER（1993年）
- 東京フィスト（1995年）
- バレット・バレエ（1999年）
- 双生児-GEMINI-（1999年、2000年シッチェス・カタロニア国際映画祭音楽賞）
- 六月の蛇（2003年）
- ヴィタール（2004年）
- 玉虫（2005年、オムニバス映画「female」の中の1編）
- HAZE（2006年）
- 悪夢探偵（2007年）
- 悪夢探偵2（2008年）
- 鉄男 THE BULLET MAN（2010年）
- 野火（2015年）
- 斬、（2018年）

### 三池崇史監督作品
- 極道戦国志 不動（1996年）
- DEAD OR ALIVE 2 逃亡者（2000年）